# Ophiocamax patersoni
Ophiocamax patersoni är en ormstjärneart som beskrevs av Martynov och Litvinova 2008. Ophiocamax patersoni ingår i släktet Ophiocamax och familjen knotterormstjärnor. Inga underarter finns listade i Catalogue of Life.